# Крутец (Нелазское сельское поселение)
Крутец — деревня в Череповецком районе Вологодской области.
Входит в состав Нелазского сельского поселения, с точки зрения административно-территориального деления — в Нелазский сельсовет.
Расстояние по автодороге до районного центра Череповца — 45 км, до центра муниципального образования Шулмы — 9 км. Ближайшие населённые пункты — Андогский, Труженик, Михайлово.
По переписи 2002 года население — 19 человек.